# Heinz Duchhardt
Heinz Duchhardt (* 10. November 1943 in Berleburg) ist ein deutscher Historiker mit dem Schwerpunkt Frühe Neuzeit.
Er bekleidete Lehrstühle für Geschichte der Frühen Neuzeit an der Universität Bayreuth (1984–1988) und für Neuere Geschichte an der Westfälischen Wilhelms-Universität Münster (1988–1995). Von 1994 bis 2011 war er Direktor der Abteilung für Universalgeschichte im Mainzer Institut für Europäische Geschichte. Duchhardt gehört zu den führenden Frühneuzeit-Historikern in Deutschland. Seine Forschungsschwerpunkte sind die internationalen Beziehungen in der Vormoderne, die historische Friedensforschung, die Verfassungs- und Sozialgeschichte des Alten Reiches und der Sattelzeit sowie die europabezogene Grundlagenforschung. In jüngster Vergangenheit konzentrieren sich seine Forschungen zunehmend auf die Wissenschaftsgeschichte.

## Leben
Heinz Duchhardt wurde eineinhalb Jahre vor Kriegsende in der sauerländischen Mittelgebirgslandschaft geboren. Seine Eltern waren bäuerlicher Herkunft. Seinen Vater lernte er nie kennen, da dieser 1944 in der Sowjetunion gefallen war. In den Nachkriegsjahren ließ sich die Familie in Mainz nieder. Duchhardt studierte von 1963 bis 1968 Geschichte, Politikwissenschaft und Kunstgeschichte an den Universitäten Mainz, Bonn und Wien. Die Entscheidung, Geschichte zu studieren, begründete Duchhardt aus der Rückschau mit traumatischen Verlusterfahrungen und mit den Erlebnissen des Kriegsendes und Nachkriegselends. Zu seinen wichtigsten akademischen Lehrern zählt unter anderem Hermann Weber. Im Jahr 1968 wurde er in Mainz mit einer von Ludwig Petry betreuten Arbeit über den Mainzer Kurfürsten Philipp Karl von Eltz promoviert. 1969/70 war er Hilfsreferent im Bundeskanzleramt. 1970 wurde er wissenschaftlicher Assistent an der Universität Mainz. Seine Habilitation erfolgte 1974 im Alter von 31 Jahren ebenfalls in Mainz mit einer verfassungsgeschichtlichen Studie, die die gesamte Frühe Neuzeit abdeckt. Von 1980 bis 1984 hatte Duchhardt Lehrstuhlvertretungen in Mannheim, Stuttgart und Bonn. Duchhardt war Professor an der Universität Bayreuth (1984–1988) und der Universität Münster (1988–1995). Einen Ruf an die Friedrich-Schiller-Universität Jena lehnte er 1993 ab. Als akademischer Lehrer betreute er 20 Dissertationen und vier Habilitationen. Zu Duchhardts bedeutendsten akademischen Schülern gehörten unter anderem Johannes Arndt, Ronald G. Asch und Matthias Schnettger. Von 1994 bis 2011 war er als Nachfolger von Karl Otmar von Aretin Direktor der Abteilung für Universalgeschichte des Instituts für Europäische Geschichte. Duchhardt war von 2009 bis 2015 Präsident der Max Weber Stiftung.
Duchhardt ist ordentliches Mitglied der Akademie der Wissenschaften und der Literatur in Mainz (seit 2001), korrespondierendes Mitglied der Österreichischen Akademie der Wissenschaften (seit 2003), auswärtiges Mitglied der Finnischen Akademie der Wissenschaften (seit 2003), Mitglied der Commission Internationale pour la Publication des Sources de l’Histoire Européenne, Mitglied der Historischen Kommissionen Hessen (seit 1977), Westfalen (ordentliches Mitglied von 1992 bis 1998, korrespondierendes Mitglied seit 1998), Nassau (seit 2001). Er war ab 1985 Mitglied in der Frankfurter Historischen Kommission. Außerdem war er Mitglied der Vereinigung für Verfassungsgeschichte und der Historischen Kommission bei der Bayerischen Akademie der Wissenschaften (1995–2018). Duchhardt erhielt 2011 die Ehrendoktorwürde der Staatlichen Universität Smolensk für seine wissenschaftlichen und wissenschaftsorganisatorischen Verdienste. Er ist der erste ausländische Wissenschaftler, der diese Ehrung erhielt. Im Jahr 2016 wurde ihm die Ehrendoktorwürde der St. Kliment Ohridski-Universität Sofia verliehen. Duchhardt gehörte den wissenschaftlichen Beiräten des Deutschen Historischen Instituts Paris (1999–2007) und des Deutschen Historischen Instituts Moskau (2005–2008) an. Er war Mitglied des Präsidiums der Freiherr-vom-Stein-Gesellschaft (1998–2008). Von 1996 bis 2004 war er Schriftführer des Verbandes der Historiker und Historikerinnen Deutschlands. Duchhardt war sechs Jahre Gastprofessor an der chinesischen Ocean University Qingdao.
Duchhardt war in erster Ehe mit der Kunsthistorikerin Sigrid Bösken und ist in zweiter Ehe mit der polnischen Germanistin Malgorzata Morawiec (* 1958) verheiratet.

## Forschungsschwerpunkte

### Geschichte des Alten Reiches und historische Friedensforschung
In seiner Mainzer Habilitation befasste er sich mit den nicht ausgeführten Plänen von Kaiserkandidaturen protestantischer Fürsten. Mit seiner Arbeit wollte er nachweisen, „was die öffentliche Meinung einer Epoche in bezug auf das Kaisertum für denkbar hielt, ob und ggf. ab wann und wie intensiv sich eine bestimmte Zeit mit protestantischen Kaiserkandidaturen beschäftigt hat und auf wen diese Hoffnungen bzw. Befürchtungen gerichtet waren“.
Duchhardt ist durch zahlreiche Veröffentlichungen ausgewiesener Kenner frühneuzeitlicher Friedenskongresse. Er war Leiter eines Forschungsprojekts zur digitalen Erschließung europäischer Friedensverträge. Zu Frieden, Friedensvermittlung und Friedenssicherung in der Frühen Neuzeit veröffentlichte er zahlreiche Studien. 15 Aufsätze zu diesem Thema aus den Jahren 1979 bis 2011 wurden von Martin Espenhorst 2012 herausgegeben. Der Westfälische Frieden von 1648 wurde in der historischen Friedensforschung ein Hauptarbeitsfeld Duchhardts. Zum Westfälischen Frieden legte er 1996 die maßgebliche Bibliographie vor. Die Bibliographie umfasst zum Westfälischen Frieden, seiner Vorgeschichte ab den 1640er Jahren und den Folgeverhandlungen bis 1653/54 insgesamt 4095 Titel (Bearbeitungsende Dezember 1994). In seiner Münsteraner Antrittsvorlesung von 1988 hat Duchhardt erstmals herausgestellt, dass die europäische Friedensordnung von 1648 keine Langzeitwirkung entfalten konnte und bereits in den 1670er Jahren durch Ludwig XIV. von Frankreich zusammenbrach. Dementsprechend lehnt er auch den Begriff eines „Westfälischen Systems“ über die Jahrhunderte ab. In Münster veranstaltete er im Spätjahr 1996 einen großen Kongress zum Westfälischen Frieden. An diesem Kongress nahmen weit mehr als 100 Fachleute aus ganz Europa und Übersee teil. 39 der Vorträge dieses Kolloquiums sind 1998 veröffentlicht worden. Im September 2009 organisierte Duchhardt am Institut für Europäische Geschichte Mainz eine internationale Konferenz zum Pyrenäenfrieden, dessen Abschluss sich zum 350. Mal jährte. Der Tagungsband wurde 2010 von ihm herausgegeben. Es ist im deutschsprachigen Raum die einzige Veröffentlichung im Umkreis des Jubiläums. Duchhardt befasste sich dabei mit den Vermittlungsaktivitäten des Mainzer Erzbischofs Johann Philipp von Schönborn. Unter Leitung von Duchhardt und Martin Espenhorst fand im September 2012 im Rahmen des Forschungsverbunds „Übersetzungsleistungen von Diplomatie und Medien im vormodernen Friedensprozess. Europa 1450–1789“ eine Tagung im aargauischen Baden anlässlich des anstehenden Jubiläums der Friedensschlüsse von Utrecht, Rastatt und Baden 1713/14 statt. Der daraus entstandene Band mit 20 Beiträgen wurden 2013 veröffentlicht. Im selben Jahr erschien von Duchhardt eine knappe Darstellung zum Wiener Kongress, der als die bedeutendste europäische Friedensordnung des 19. Jahrhunderts gilt. Ebenfalls 2013 gab Duchhardt mit Johannes Wischmeyer einen Sammelband zum Wiener Kongress heraus, der auf eine Tagung am Institut für Europäische Geschichte Mainz im März 2012 deutlich vor dem Jubiläum zurückgeht. Dabei stand mit der „Neugestaltung der Beziehungen zwischen Staat und Kirche(n)“ ein Thema im Blickpunkt, das in den Arbeiten zum Wiener Kongress bislang wenig beachtet wurde. Dabei befasste sich Duchhardt mit den kirchenpolitischen Vorstellungen des Freiherrn vom Stein. In einer 2015 veröffentlichten Arbeit möchte er den Stellenwert des Jahres 1648 für die einzelnen Großregionen Europas herausarbeiten. Er geht dabei der Frage nach, „ob sich der Kontinent wirklich schon als Einheit empfand“, was von ihm ausdrücklich bejaht wird. Im Jahr 2017 hat er eine Vorgeschichte des Dreißigjährigen Kriegs vorgelegt. Zum 200. Jubiläum des Aachener Kongresses veröffentlichte er 2018 eine Darstellung zu dieser Konferenz.

### Europa-Thematik
Duchhardt intensivierte seit den 1990er Jahren die Europa-Thematik. Im Jahr 1990 veröffentlichte er in der Enzyklopädie deutscher Geschichte die Darstellung Altes Reich und europäische Staatenwelt 1648–1806. In der Europa-Thematik wurde die vergleichende Untersuchung der frühneuzeitlichen Monarchien ein Schwerpunkt. 1992 folgte dazu der Sammelband European monarchy. Von seinen europahistorischen Bemühungen zeugen die Sammelbände Europäische Geschichte als historiographisches Problem (1997), Europäer des 20. Jahrhunderts (2002) und Vision Europa (2003). Gemeinsam mit Franz Knipping gibt er das Handbuch der Geschichte der internationalen Beziehungen heraus und verfasste dazu selbst mit Balance of Power und Pentarchie 1700–1785 den sechsten Band. 2000 begründete er das Jahrbuch für Europäische Geschichte. Duchhardt gab gemeinsam mit István Németh die Beiträge einer im Juni 2004 vom Institut für Europäische Geschichte und der Eötvös-Loránd-Universität organisierten Tagung heraus. Das Ziel der acht Beiträge war es, Qualität und Intensität des Europa-Gedankens in Mittel- und Ostmitteleuropa zwischen den beiden Weltkriegen zu analysieren. Als Fazit weisen die Herausgeber darauf hin, „wie sehr ‚Europa‘ für viele […] nur ein Kampfbegriff war, um ganz andere Ziele zu kaschieren“ (S. X). Duchhardt gab außerdem mit Małgorzata Morawiec, Wolfgang Schmale und Winfried Schulze 2006 und 2007 drei Bände über Europa-Historiker heraus. Für die von Peter Blickle herausgegebene und auf zehn Bände angelegte Reihe Handbuch der Geschichte Europas verfasste Duchhardt den sechsten Band über die europäische Geschichte zwischen 1650 und 1800, der im Jahr 2003 mit dem Titel Europa am Vorabend der Moderne erschien.

### Wissenschaftsgeschichte
Duchhardt befasste sich auch mit der Geschichte der eigenen Disziplin. Im Jahr 1993 erschien von ihm eine Biographie über den jüdischen Historiker Arnold Berney. Das Ziel sei nicht eine reine Biographie, sondern die Darstellung Berneys Entwicklung „vom preußischen Deutschen zum zionistischen Juden“. Diese Arbeit war eine der impulsgebenden Schriften, dass die Aufarbeitung der Geschichte der Historiker im Nationalsozialismus auf dem 42. Deutschen Historikertag von 1998 zum wichtigsten Thema wurde. Im Mai 2002 veranstaltete das Mainzer Institut für europäische Geschichte anlässlich seines fünfzigjährigen Bestehens ein Kolloquium. Das Thema war die Geschichtswissenschaft um 1950, weil sich in dieser Zeit „bedeutsame Wandlungen in der deutschen und internationalen Geschichtswissenschaft vollzogen“ (S. VII). Den Sammelband gab Duchhardt 2002 heraus. Anlässlich des 100. Geburtstages von Martin Göhring veranstaltete das Mainzer Institut für Europäische Geschichte am 9. Januar 2004 einen Workshop. Duchhardt befasste sich dabei mit Göhrings akademischen Anfängen und seiner Dozententätigkeit in Halle, den Mainzer Europa-Kongress von 1955 und Göhrings Berufung nach Gießen. Den Sammelband mit neun Beiträgen gab Duchhardt 2005 heraus. Auf der Grundlage eines breiten Aktenmaterials veröffentlichte er 2018 eine Biographie über den Werdegang des Historikers Martin Göhring, seines Vor-Vorgängers im Mainzer Direktorat.
Er legte 2021 eine Darstellung über die Geschichte unvollendeter Wissenschaftsprojekte vor. Dabei geht es Duchhardt um „Nicht-Bücher“, die einen „Blick hinter die Kulissen des Wissenschaftsbetriebs und der Buchproduktion“ gewähren sollen. Thematisch untersucht er in neun Fallstudien Rudolf Smend mit seiner Kieler Habilitationsschrift über das Reichskammergericht von 1911, Hans Uebersberger mit seiner 1913 Untersuchung über Russlands Orientpolitik, Paul Joachimsen und dessen Habilitationsschrift zur humanistischen Geschichtsauffassung und Geschichtsschreibung von 1910, Georg von Below mit seiner 1914 publizierten Arbeit über den deutschen Staat des Mittelalters, Karl Joëls Geschichte der antiken Philosophie von 1921, Gerhard Ritters Geschichte der Heidelberger Universität von 1936, Heribert Raabs 1962 veröffentlichte Habilitationsschrift über den Trierer Kurfürsten Clemens Wenzeslaus von Sachsen, Martin Göhrings 1966 Arbeit über den NS-Staat im Zeitraum von 1933 bis 1939 und Konrad Repgen mit seiner Habilitationsschrift zur Rolle der Römischen Kurie auf dem Westfälischen Friedenskongress (zwei Teilbände, 1962/65).
In einer 2021 veröffentlichten Darstellung befasste er sich mit sieben Historikern, die erblindet oder wenigstens schwer sehbehindert waren. Er fragt, wie betroffene Angehörige der Historikerzunft „mit dem in der Regel irreparablen Verlust an Sehkraft und einem (häufig) irreversiblen Erblindungsprozess umgehen“.

### Freiherr vom und zum Stein
Duchhardt gilt durch eine Biographie und zahlreiche Aufsatzsammlungen als führender Experte für den preußischen Reformer Heinrich Friedrich Karl vom und zum Stein. Eine von der Freiherr-vom-Stein-Gesellschaft und vom Institut für Europäische Geschichte in Mainz im Februar 2002 veranstaltete Konferenz beschäftigte sich mit dem politischen und publizistischen Aspekten des Reformers und fragte nach der Wirkungsgeschichte. Ein Vortrag Duchhardts am 8. November 2003 in der Plenarsitzung der Akademie der Wissenschaften und der Literatur zur Stein-Rezeption wurde mit einem wissenschaftlichen Anmerkungsapparat veröffentlicht. Eine Konferenz am Institut für Europäische Geschichte in Mainz im Dezember 2006 befasste sich mit dem bislang vernachlässigten letzten Lebensabschnitt von 1815 bis 1831. Die zehn Beiträge dazu wurden 2007 von Duchhardt herausgegeben. Zum 250. Geburtstag Steins legte er 2007 eine 530-seitige Biographie vor. Bis dahin war man auf die zuletzt 1981 aufgelegte und auf das Jahr 1931 zurückgehende Biographie von Gerhard Ritter angewiesen. Duchhardt zählt Stein in seiner Bilanz „zu den markanten Figuren der neueren deutschen Geschichte“. Wenige Monate nach dem Erscheinen seiner Biographie legte er einige ergänzende Studien in einem Band (Stein-Facetten. Studien zu Karl vom und zum Stein) vor. Außerdem veröffentlichte er 2008 eine Darstellung, die sich damit befasst, wie Stein und sein Werk von Zeitgenossen und nachfolgenden Generationen instrumentalisiert und stilisiert worden ist. Im Jahr 2010 ließ er ein kurzes Lebensbild Steins folgen. Duchhardt verfolgte das Ziel, „einen Kleinadligen, der sich vom Anspruch her auf dem Niveau des Hoch- und Höchstadels bewegte, in seinen Bindungen und Denkkategorien […] verstehbar zu machen“.

### Diskussion über Absolutismus als Epochenbezeichnung
Ein Buch des Briten Nicholas Henshall (1992) löste eine Diskussion in der Frühneuzeitforschung über den Absolutismus als Herrschaftsform und als Epochenbezeichnung aus. In Deutschland trat Duchhardt als Kritiker dieser Bezeichnung auf. Er plädierte stattdessen für den Barock-Begriff. Dieser Begriff verzichte auf die herrschaftsbezogene Sichtweise und sei in den Nachbardisziplinen weitgehend anerkannt. Kritik an Duchhardts Gegenvorschlag „Barock“ wurde dabei unter anderem von Peter Baumgart geäußert, woraufhin Duchhardt mit einer Entgegnung in der Historischen Zeitschrift reagierte. Für die Reihe Oldenbourg Grundriss der Geschichte veröffentlichte er 1989 mit dem Titel Das Zeitalter des Absolutismus eine Darstellung vom Ende des Dreißigjährigen Krieges bis zur Französischen Revolution. Ab der vierten Auflage verabschiedete er sich vom Absolutismus-Begriff als Bezeichnung für die Epoche an sich und setzte stattdessen das Begriffspaar „Barock und Aufklärung“. Bereits in der ersten Auflage hatte er im Ende 1987 verfassten Vorwort darauf hingewiesen, dass es sich beim Absolutismus-Begriff als Epochenbezeichnung um eine „Verlegenheitslösung“ handele. In einer 2003 veröffentlichten Auflage fasste er die zweite Hälfte der Frühen Neuzeit als „Vorabend“ der folgenden Epoche der „Moderne“ auf, da für den behandelten Zeitraum die Begriffe „Absolutismus“, „Dynastisches Zeitalter“ bzw. „Fürstbezogene Epoche“ mit beschleunigter „Verstaatung“ oder auch der vor allem geistesgeschichtliche verstandene Begriff „Zeitalter der Aufklärung“ kursieren.

### Weitere Forschungen
Im Jahr 2009 gab Duchhardt einen Sammelband heraus, der die deutschen Beiträge von zwei deutsch-russischen Konferenzen im Dezember 2007 in Mainz und im September 2008 in Moskau beinhaltet. Die Aufsätze befassen sich mit dem Einfluss der Deutschen im russischen Dienst bei der Erschließung des Fernen Ostens. Im Jahr 2012 gab Duchhardt gemeinsam mit Martin Espenhorst einen Sammelband zu August Ludwig von Schlözer heraus. Die Veröffentlichung geht auf den 200. Todestag des deutschen Aufklärers, Historikers, Staatswissenschaftlers und Publizisten zurück. Im Jahr 2009 wurde zu diesem Anlass in Schlözers Geburtsort in Kirchberg an der Jagst eine Konferenz unter dem Titel „August Ludwig (von) Schlözer in Europa“ abgehalten. Die Beiträge beabsichtigten, eine Bilanz der bisherigen Schlözer-Forschung zu ziehen.

## Schriften (Auswahl)
Monografien
- Leopold Ranke, Académicien (= Neue Aspekte der Ranke-Forschung. Band 5). Vergangenheitsverlag, Berlin 2025, ISBN 978-3-86408-344-0.
- Die Frühgeschichte der Mainzer Historischen Kommission. Geschichtswissenschaft im Kontext der Geistes- und Sozialwissenschaftlichen Klasse der Akademie der Wissenschaften und der Literatur (= Abhandlungen der Geistes- und Sozialwissenschaftlichen Klasse der Akademie der Wissenschaften und der Literatur Mainz. Jahrgang 2024, Nummer 5). Franz Steiner, Stuttgart 2024, ISBN 978-3-515-13824-6.
- Rankes Entourage. Freunde, Schüler, Kollegen – und eine Frau (= Neue Aspekte der Ranke-Forschung. Band 4). Vergangenheitsverlag, Berlin 2024, ISBN 978-3-86408-330-3.
- Leopold von Ranke und die Kunst (= Neue Aspekte der Ranke-Forschung. Band 3). Vergangenheitsverlag, Berlin 2024, ISBN 978-3-86408-316-7.
- Begegnungen. Beziehungsgeschichtliche Historikerportraits. Vergangenheitsverlag, Berlin 2023, ISBN 978-3-86408-315-0.
- Der alte Ranke. Politische Geschichtsschreibung im Kaiserreich (= Neue Aspekte der Ranke-Forschung. Band 2). Vergangenheitsverlag, Berlin 2023, ISBN 978-3-86408-297-9.
- Ranke-Studien (= Neue Aspekte der Ranke-Forschung. Bd. 1). Vergangenheitsverlag, Berlin 2023, ISBN 978-3-86408-305-1.
- Rankes Sekretär. Theodor Wiedemann und die Bücher-Werkstatt des Altmeisters. Vergangenheitsverlag, Berlin 2021, ISBN 978-3-86408-269-6.
- Blinde Historiker. Erfahrung und Bewältigung von Augenleiden im frühen 20. Jahrhundert. Kohlhammer, Stuttgart 2021, ISBN 978-3-17-040092-4.
- Abgebrochene Forschung. Zur Geschichte unvollendeter Wissenschaftsprojekte. Mohr Siebeck, Tübingen 2020, ISBN 978-3-16-159041-2.
- Friedens-Miniaturen. Zur Kulturgeschichte und Ikonographie des Friedens in der Vormoderne. Aschendorff, Münster 2019, ISBN 978-3-402-13416-0.
- Eine Karriere im Zeichen der Umbrüche. Der Historiker Martin Göhring (1903–1968) in seiner Zeit (= Historische Forschungen. Band 30). Franz Steiner Verlag, Stuttgart 2018, ISBN 978-3-515-11966-5.
- Der Aachener Kongress 1818. Ein europäisches Gipfeltreffen im Vormärz. Piper, München 2018, ISBN 978-3-492-05871-1.
- Der Weg in die Katastrophe des Dreißigjährigen Krieges. Die Krisendekade 1608–1618. Piper, München 2017, ISBN 978-3-492-05749-3.
- 1648 – das Jahr der Schlagzeilen. Europa zwischen Krise und Aufbruch. Böhlau, Wien u. a. 2015, ISBN 3-412-50120-4.
- Der Westfälische Friede im Fokus der Nachwelt. Aschendorff, Münster 2014, ISBN 978-3-402-13060-5.
- Herausforderung Südwest? Die deutschen Kulturwissenschaften und das „Schutzgebiet“ Deutsch-Südwestafrika (= Abhandlungen der Geistes- und Sozialwissenschaftlichen Klasse der Akademie der Wissenschaften und der Literatur Mainz. Jahrgang 2013, Nummer 1). Franz Steiner, Stuttgart 2013, ISBN 978-3-515-10474-6.
- Der Wiener Kongress. Die Neugestaltung Europas 1814/15. (= Beck’sche Reihe. C.-H.-Beck-Wissen. Bd. 2778). Beck, München 2013, ISBN 978-3-406-65381-0.
- Freiherr vom Stein. Preußens Reformer und seine Zeit (= Beck’sche Reihe. C.-H.-Beck-Wissen. Bd. 2487). Beck, München 2010, ISBN 978-3-406-58787-0.
- Mythos Stein. Vom Nachleben, von der Stilisierung und von der Instrumentalisierung des preußischen Reformers. Vandenhoeck & Ruprecht, Göttingen 2008, ISBN 978-3-525-30014-5.
- Stein. Eine Biographie. Aschendorff, Münster 2007, ISBN 978-3-402-05365-2.
- Stein-Facetten. Studien zu Karl vom und zum Stein. Aschendorff, Münster 2007, ISBN 978-3-402-12741-4.
- „… weil (…) Stein die Sonne war, um welche all die anderen kreisten“. Das Stein-Bild im Wandel der Zeiten (= Abhandlungen der Geistes- und Sozialwissenschaftlichen Klasse der Akademie der Wissenschaften und der Literatur Mainz. Jahrgang 2004, Nummer 2). Franz Steiner, Stuttgart 2004, ISBN 3-515-08521-1.
- Europa am Vorabend der Moderne. 1650–1800 (= Handbuch der Geschichte Europas. Bd. 6). Ulmer, Stuttgart 2003, ISBN 3-8252-2338-8.
- mit Bogdan Wachowiak: Um die Souveränität des Herzogtums Preußen. Der Vertrag von Wehlau 1657 (= Deutsche und Polen – Geschichte einer Nachbarschaft. Teil B 5). Hahn, Hannover 1998, ISBN 3-88304-125-4.
- Das Feiern des Friedens. Der Westfälische Friede im kollektiven Gedächtnis der Friedensstadt Münster (= Kleine Schriften aus dem Stadtarchiv Münster. Band 1). Regensberg, Münster 1997, ISBN 3-7923-0706-5.
- Balance of power und Pentarchie. Internationale Beziehungen 1700–1785 (= Handbuch der Geschichte der internationalen Beziehungen. Bd. 4). Schöningh, Paderborn u. a. 1997, ISBN 3-506-73724-4.
- Arnold Berney (1897–1943). Das Schicksal eines jüdischen Historikers (= Münstersche historische Forschungen. Band 4). Böhlau, Köln/Weimar/Wien 1993, ISBN 3-412-13492-9.
- Deutsche Verfassungsgeschichte 1495–1806 (= Urban-Taschenbücher. Bd. 417). Kohlhammer, Stuttgart u. a. 1991, ISBN 3-17-010825-5.
- Altes Reich und europäische Staatenwelt 1648–1806 (= Enzyklopädie deutscher Geschichte. Bd. 4). Oldenbourg, München 1990, ISBN 3-486-55421-2.
- Das Zeitalter des Absolutismus (= Oldenbourg Grundriss der Geschichte. Bd. 11). Oldenbourg, München 1989, ISBN 3-486-49741-3 (ab der 4., neu bearbeiteten und erweiterten Auflage als: Barock und Aufklärung. ebenda 2007, ISBN 978-3-486-49744-1; in der 5. Auflage 2015 mit Matthias Schnettger als Mitautor).
- Krieg und Frieden im Zeitalter Ludwigs XIV. Schwann, Düsseldorf 1987, ISBN 3-590-18163-X.
- Studien zur Friedensvermittlung in der frühen Neuzeit (= Schriften der Mainzer Philosophischen-Fakultätsgesellschaft e. V. Nummer 6). Steiner, Wiesbaden 1979, ISBN 3-515-03159-6.
- Protestantisches Kaisertum und Altes Reich. Die Diskussion über die Konfession des Kaisers in Politik, Publizistik und Staatsrecht (= Veröffentlichungen des Instituts für Europäische Geschichte Mainz. Abteilung für Universalgeschichte. Bd. 87 = Beiträge zur Sozial- und Verfassungsgeschichte des Alten Reiches. Bd. 1). Steiner, Wiesbaden 1977, ISBN 3-515-02691-6 (Zugleich: Mainz, Universität, Habilitations-Schrift, 1974: Die Idee eines protestantischen Kaisertums im Alten Reich.).
- Gleichgewicht der Kräfte, Convenance, europäisches Konzert. Friedenskongresse und Friedensschlüsse vom Zeitalter Ludwigs XIV. bis zum Wiener Kongress (= Erträge der Forschung. Band 56). Wissenschaftliche Buchgesellschaft, Darmstadt 1976, ISBN 3-534-06398-8.
- Philipp Karl von Eltz. Kurfürst von Mainz, Erzkanzler des Reiches. (1732–1743). Studien zur Kurmainzischen Reichs- und Innenpolitik (= Quellen und Abhandlungen zur mittelrheinischen Kirchengeschichte. Bd. 10, ISSN 0480-7480). Gesellschaft für Mittelrheinische Kirchengeschichte u. a., Mainz u. a. 1968 (online auf dilibri.de).

Herausgeberschaften
- Stein. Die späten Jahre des preußischen Reformers. 1815–1831. Vandenhoeck & Ruprecht, Göttingen 2007, ISBN 978-3-525-36376-8 (Rezension).
- Nationale Geschichtskulturen. Bilanz, Ausstrahlung, Europabezogenheit (= Akademie der Wissenschaften und der Literatur, Mainz. Abhandlungen der Geistes- und Sozialwissenschaftlichen Klasse. Jg. 2006, Nr. 4). Beiträge des internationalen Symposions in der Akademie der Wissenschaften und der Literatur, Mainz, vom 30. September bis 2. Oktober 2004. Steiner, Stuttgart 2006, ISBN 3-515-08899-7.
- Martin Göhring (1903–1968). Stationen eines Historikerlebens (= Veröffentlichungen des Instituts für Europäische Geschichte Mainz. Abteilung für Universalgeschichte. Beiheft 64). von Zabern, Mainz 2005, ISBN 3-8053-3526-1.
- Der Westfälische Friede. Diplomatie – politische Zäsur – kulturelles Umfeld – Rezeptionsgeschichte (= Historische Zeitschrift. Beihefte NF Bd. 26). Oldenbourg, München 1998, ISBN 3-486-56328-9.
- In Europas Mitte. Deutschland und seine Nachbarn. Europa Union Verlag, Bonn 1988, ISBN 3-7713-0341-9.